# 에톨로아카르나니아현
에톨로아카르나니아현(그리스어: Αιτωλοακαρνανία) 또는 에톨리아아카르나니아현은 그리스 서그리스주의 현이다. 에톨로아카르나니아현은 아이톨리아와 아카르나니아 두 지방을 합친 지역으로, 현 소재지는 역사적인 이유로 아그리니오에 있는 이 지역 최대 도시이자 경제 중심지인 메솔롱기이다. 오늘날 에톨로아카르나니아현은 장대한 리오-안티리오 다리로 펠로폰네소스반도와 연결되어 있다. 주변 현으로는 이피로스주의 아르타현, 테살리아주의 카르디차현과 북동쪽의 에브리타니아현, 동쪽의 포키다현이 있다. 에톨로아카르나니아현은 그리스에서 가장 넓은 현이다.